# Nobody Loves You (When You're Down and Out)
"Nobody Loves You (When You're Down and Out)" är en låt av John Lennon, utgiven 1974 på albumet Walls and Bridges. Låten handlar om hur Lennon kände sig i början av Lost Weekend. Den första inspelade demon är ifrån oktober 1973, precis efter att Lennon hade separerat från Yoko Ono och åkt till Los Angeles.